# Amtmann der Färöer

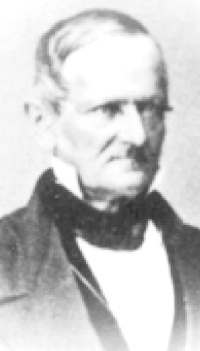
Christian Pløyen war ab 1830 fúti und von 1837 bis 1847 amtmaður auf den Färöern. Er gilt heute noch als der herausragendste und beliebteste amtmaður des Landes.

Von 1720 bis 1948 wurden die Färöer von einem Amtmann (Färöisch amtmaður [ˈamtmɛavʊr], dänisch: amtmand) regiert.
Es gab drei verschiedene Perioden dieses Amtes:
1. 1720–1775: Amtmänner von Island mit Sitz in Reykjavík, die gleichzeitig für die Färöer zuständig waren.
2. 1776–1816: Amtmänner von Seeland mit Sitz in Kopenhagen, die gleichzeitig für die Färöer zuständig waren.
3. 1816–1948: Amtmänner mit Sitz in Tórshavn, die nur für die Färöer zuständig waren.

Direkter Nachfolger dieses Amtes ist seit dem färöischen Autonomiegesetz von 1948 bis heute der Ríkisumboðsmaður („Reichsombudsmann“).

## Amtmänner in Reykjavík
| Ab   | Stiftsbefalingsmand over Island og Færøerne (1720 bis 1775) | Geboren-Gestorben | Herkunft    |
| ---- | ----------------------------------------------------------- | ----------------- | ----------- |
| 1720 | Peter Raben                                                 | 1661–1727         | Dänemark    |
| 1728 | Kristian Guldencrone                                        | 1676–1746         | Dänemark    |
| 1730 | Henrik Ochsen                                               | 1660–1750         | Dänemark    |
| 1750 | Otto Manderup Rantzau                                       | 1719–1768         | Dänemark    |
| 1768 | Kristian Leberecht von Proeck                               | 1718–1780         | Deutschland |
| 1770 | Lauritz Andreas Thodal                                      | 1718–1808         | ?           |

## Amtmänner in Kopenhagen
| Ab   | Stiftamtmand over Sjællands Stift og Færøerne (1776 bis 1816) | Geboren-Gestorben | Herkunft |
| ---- | ------------------------------------------------------------- | ----------------- | -------- |
| 1776 | Henrik Adam Brockenhuus                                       | 1720–1803         | Norwegen |
| 1787 | Gregers Kristian von Haxthausen                               | 1732–1802         | Dänemark |
| 1790 | Johan Heinrich Knuth                                          | 1746–1802         | Dänemark |
| 1802 | Frederik von Hauch                                            | 1754–1839         | Dänemark |
| 1810 | Werner Jasper Andreas von Moltke                              | 1755–1835         | Dänemark |

## Amtmänner in Tórshavn

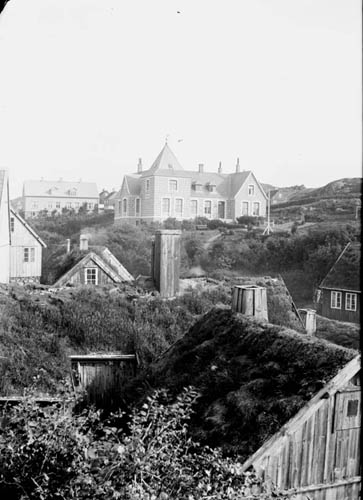
Der Sitz des Amtmaður war die sogenannte „Burg“ (Borgin), oder Amtmansborgin. Es war seinerzeit der prächtigste Bau in Tórshavn, und noch heute weht hier der Dannebrog der Reichsombudsschaft (Foto von 1899).

| Ab   | Amtmand på Færøerne (1816 bis 1948) | Geboren-Gestorben | Herkunft           |
| ---- | ----------------------------------- | ----------------- | ------------------ |
| 1816 | Emilius Marius Georgius Løbner      | 1766–1849         | ?                  |
| 1825 | Christian Ludvig Tillisch           | 1797–1844         | Schleswig-Holstein |
| 1830 | Frederik Tillisch                   | 1801–1889         | Schleswig-Holstein |
| 1837 | Christian Pløyen                    | 1803–1867         | Dänemark           |
| 1848 | Carl Emil Dahlerup                  | 1813–1890         | Dänemark           |
| 1861 | Peter Holten                        | 1816–1897         | Dänemark           |
| 1871 | Hannes Kristján Steingrímur Finsen  | 1828–1892         | Island             |
| 1884 | Lorentz Højer Buchwaldt             | 1841–1933         | Dänemark           |
| 1897 | Christian Bærentsen                 | 1862–1944         | Färöer             |
| 1911 | Svenning Krag Nielsen Rytter        | 1875–1955         | ?                  |
| 1918 | Victor Stahlsmidt                   | 1884–1920         | ?                  |
| 1920 | Elias Olrik                         | 1885–1975         | ?                  |
| 1929 | Hjalmar Ringberg                    | 1889–1978         | Dänemark           |
| 1936 | Carl Aage Hilbert                   | 1899–1953         | Dänemark           |
| 1945 | Cai A. Vagn-Hansen                  | 1911–1990         | Dänemark           |